# Grote bladsnuitkever
De grote bladsnuitkever (Phyllobius glaucus), ook wel brandnetelsnuittor of knoppensnuittor genoemd, is een keversoort uit de familie snuitkevers (Curculionidae). 

## Beschrijving
De grote bladsnuitkever is een slanke, langwerpige snuitkever van 7,5 tot 12 millimeter lang. Het exoskelet is bedekt met glanzende spitse schubben. Deze zijn meestal groenbruin, maar de kleur kan sterk variëren. De schubben kunnen makkelijk worden verwijderd, waardoor beschadigde exemplaren bijna zwart kunnen lijken. De poten zijn geheel of gedeeltelijk helder geel of roodachtig geel.
De grote bladsnuitkever kan verward worden met de groene bladsnuitkever (P. pomaceus). De schubben van deze verwante kever zijn echter ovaal en de poten hebben dezelfde kleur als de rest van het lichaam.

## Verspreiding en leefwijze
De grote bladsnuitkever is inheems in Europa en komt er wijdverbreid voor, met name in elzenbroekbossen. Volwassen kevers zijn van eind april tot eind juni of begin juli actief. Ze zijn met name te vinden op elzen, maar ook op veel andere boomsoorten. Hier voeden zij zich met de bladeren en kroonbladeren.